# Alonso de Illescas
Alonso de Illescas (Cabo Verde, c. 1528-Provincia de Esmeraldas, c. 1600) fue un liberto cimarrón, fue líder de una comunidad de mulatos e indígenas en la provincia de Esmeraldas que se enfrentó a otra comunidad de mulatos e indígenas liderado por Juan Mangache y más tarde por su hijo Francisco de Arobe en la segunda mitad del siglo XVI. Durante estos años lucharía y haría alianzas con el fin de controlar el territorio, algo que terminaría con un acuerdo con Francisco de Arobe a través del matrimonio de la hija de Illescas con un hermano de Francisco. De esta manera Arobe controlaría el norte, San Mateo e Illescas el sur, Cabo Pasado.

## Reseña biográfica

### Origen y llegada a América
Era originario de Cabo Verde y fue capturado como esclavo a los 10 años, asignándoselo el nombre de Enrique. Pasó a los ocho años a Sevilla a servir en la casa de Alonso Illescas, de quien tomó el nombre en bautismo. Allí aprendió el castellano, la cultura hispánica y las artes de la guerra occidental, más específicamente aprendió el uso de la formalidad española, cómo tocar la vihuela y los sacramentos católicos.  A la edad de 25 años fue llevado a América a las órdenes de su amo. Se instaló inicialmente en Santo Domingo donde sus dueños negociaban con vestimenta, embutido, espadas, caballos, aceite de oliva y venta de esclavos, asentándose posteriormente en Lima. En octubre de 1553 zarpaba en un barco que partió desde Panamá rumbo a Perú,  el cual naufragó en la ensenada de Portete, hoy en el Cantón Muisne, liderados por el Cimarrón Antón. A la muerte de éste en 1555, Alonso de Illescas asume el liderazgo. 

### Conflicto con el cacique Chilindauli
Usó el conocimiento de la culturas hispana y africana, junto a la destreza en las artes de la guerra, determinaron su reconocimiento entre afros e indios, posición que fortaleció utilizando el sistema del terror ya empleado por Antón. El historiador ecuatoriano Jacinto Jijón y Caamaño cuenta: "en un lugar cercano a la Bahía de San Mateo llamado Bey vivía un cacique poderoso de nombre Chilindaule a quien Alonso, de acuerdo con sus parientes propusieron alianza; hecha la amistad dio el Curaca una fiesta en Donde a la que fue Illescas con sus compañeros y parientes, quienes, cuando Chilindauli y los suyos se encontraban embriagados, asesinaron al cacique y a los más que podían serles de estorbo, adueñándose de los demás. Entonces, Alonso alzóse a Señor absoluto de la comarca. 
Asimismo, utilizó una estrategia sincrética de compadrazgo y parentazgo con los nativos. Dominaba las lenguas nativas como una forma de dominio y control, estableció vínculos de parentesco matrimoniales con las hijas de los caciques para mantener la paz tras los enfrentamientos bélicos. En su caso, contrajo matrimonio con la hija del cacique nigua .

### Las misiones a Esmeraldas
Mediante la Provisión Real, el 8 de julio de 1577 Miguel Cabello Balboa fue comisionado a cristianizar a los indios y negros de Esmeraldas y abrir un camino entre Quito y el Pacífico. Estas relaciones de poder fueron descritas al presidente de la Real Audiencia de Quito por el capitán español Pedro de Arévalo, en 1600: 

"Los negros se mezclaron entre los indios y tomaron sus ritos, ceremonias y trajes y las mujeres que les pareció las mas principales y cacicas y se fueron apoderando y señoreando de aquella tierra e indios […] son señores absolutos della y de los dichos indios y ellos los mandan y gobiernan y no se conoce otro cacique ni señor dellos en la dicha provincia más que los dichos negros que entre si por sus parcialidades los tienen repartidos".

Tras la etapa inicial de resistencia,  comenzó relaciones con la Real Audiencia de Quito con el objetivo de mantener la autonomía. Sus acciones iniciales consistieron en rescatar y prestar ayuda a los náufragos que llegaban a la costa esmeraldeña, como fue el caso del mercedario Escobar proveniente de Panamá quien, frente a la ayuda de Illescas e interés por acercarse a la religión católica, inició labores de adoctrinamiento y bautizó a sus cuatro hijos: Enrique, Sebastián, Justa y María.
La iniciativa de Illescas motivó a las autoridades españolas a enviar una misión a cargo del capitán Andrés Contero con el objetivo de suprimir el liderazgo negro en la región, capturándose a Alonso con su familia. Finalmente, consiguió la libertad de manera diplomática al entregarle a una de sus hijas como esposa a uno de soldados de la expedición, Gonzalo de Ávila. El naufragio de Jhoan de Reina y María Becerra fue socorridos por Gonzalo de Ávila y Alonso Illescas los cuales aprovecharon su presencia para enviar una comunicación a las autoridades. En el documento, Ávila manifiesta: 

"... que su suegro y él estaban entretenidos en aquella manera de vida por el temor que tenían al castigo, debido a sus culpas y delitos y que si hubiera alguna persona, que movida con piadoso celo, alcanzasen perdón de los que gobernaban la tierra del Perú, en nombre de su majestad, reduciría a sus servicios aquellas Provincias y que el que tal perdón les llevase sería de ellos bastísima gratificados de su solicitud y trabajo."
Gonzalo de Ávila

En la bahía de Atacames levantó una capilla y se reunió con Alonso Illescas, que llegó acompañado por Gonzalo de Ávila y un séquito de nativos. Le propuso celebrar los sacramentos - matrimonio, confesión y bautismo -, Illescas los aceptó pero para una etapa posterior, cuando se pueda contar como madrinas a mujeres españolas, quienes podrían enseñar a su gente a llevar una vida urbana.
Balboa le entrega el documento con las provisiones reales concedidas por las autoridades reales demandando el perdón del rey, que suponía el reconocimiento de su libertad, su nombramiento como cacique y gobernador, lo cual significaba que las diversas parcialidades controladas por jefes secundarios estaban a su mando. En respuesta Illescas prometió obediencia al rey, y someterse al proceso de reducción -interés fundamental de la Corona- que le preveía un nuevo lugar de asentamiento: la Bahía de San Mateo.

### La pacificación de Esmeraldas
Durante la organización del traslado se produjo una sublevación india por el recelo de la presencia de los extranjeros. Frente al fracaso de la misión de Cabello Balboa, en 1585 se envió una nueva expedición militar, la del capitán Diego López de Zúñiga, quien luego de ser nombrado gobernador de Esmeraldas inició una campaña de quema de viviendas y cultivos, desconoció la autoridad de Illescas, y comenzó la búsqueda del río de oro del que hablaban los nativos. Illescas envía una nueva carta a las autoridades españolas donde indica que la pacificación era imposible por las "ansias y codicias tan desordenadas que han tenido por buscar oro y esmeraldas". Solicita la ampliación de los beneficios otorgados por la Corona en las provisiones reales: perdón general a toda la población a su mando y a todos sus descendientes, pide la supresión de la tributación para los negros y concluye indicando que si el Rey concede las demandas presentadas, como cacique principal de la región entregará la tierra pacificada. La nueva propuesta no fue aceptada, las autoridades del momento decidieron la reducción de Esmeraldas de manera beligerante.
En 1596, el nombramiento del nuevo oidor Juan del Barrio Sepúlveda cambia radicalmente la política de conquista de Esmeraldas. Las técnicas beligerantes pasan a un plan de diálogo y el fomento de la fe católica a través de la misiones mercedarias y el provecho de los conflictos interétnicos, especialmente con los cayapas, los cuales eran beligerantes con los negros. Así lograron la colaboración del cacique Luis Gualapiango del pueblo de Lita, a cambio su nombramiento como gobernador de los indios que poblaban la provincia de Lita =D.

## Creación del Gobierno de las Esmeraldas

### Acuerdo con los Mangache-Arobe
Los Mangache era otra comunidad afro que dominaba la región de la Bahía San Mateo. La autoridad de estos linajes la ejercieron desde sus propios espacios de habitación a través de cacicazgos, donde había un jefe que tenía a su mando varias parcialidades conformadas por afros, indios y mulatos, destacando a los cautivos yumbos. Finalmente se superó la conflictividad entre los Illescas y los Mangache-Arobe -sospechaban que Alonso había asesinado a su padre- se fue superando tras emparentarse. Juan Mangache se casó con una hija de Illescas y finalmente resultaron señores principales de varias comunidades y ocupando espacios específicos: los Illescas en Cabo Pasado al sur, y los Arobe en la bahía de San Mateo, al norte.

### Viajes a Quito para el reconocimiento
Para 1598, el misionero Gaspar de Torres junto a indios cayapas, lachas, otubíes y otros de los confines de Lita llegaron a Quito para certificar su lealtad y colaboración en la reducción y pacificación de Esmeraldas. Al año siguiente, Francisco de Arobe, cacique rival, y dos de sus hijos, Pedro y Domingo, de la Bahía de San Mateo se ofrecen para colaborar en la pacificación de la región, según autos de la Secretaría de la Real Audiencia "Arobe, sus hijos y los indios que lo acompañaban dieron la paz y obediencia al Rey y dellos en su rreal nombre se tomó posesión y el asiento y capitulaciones y ansi quedaron y están puestos por vasallos suyos en su rreal Corona".
El 6 de julio de 1600 los hijos de Alonso de Illescas, Sebastián y Antonio, parientes e indios de sus parcialidades partieron rumbo a Quito con la intención de asegurar vínculos con las autoridades mediante el parentesco o compadrazgo a fin de garantizar la vigencia de las negociaciones y permanencia del cacicazgo negro constituido al margen del poder colonial. Las autoridades daban respuesta a las peticiones del líder negro en 1585 y se elaboró un documento denominado "Asiento, posesión y juramento de fidelidad", especificando las actividades que debía cumplir la población negra: 
1. socorrer a los náufragos que lleguen a la costa
2. fundar pueblos bajo el mando de Illescas y con el amparo de la doctrina cristiana
3. colaboración en las obras del nuevo camino
4. atención de tambos
5. navegación por los ríos
6. vigías en los puertos
7. establecimiento de una villa de españoles en algún puerto de la costa del Pacífico

El oidor Juan del Barrio Sepúlveda apadrinó a Sebastián quien adoptó el nombre de Alonso Sebastián de Illescas, y el fiscal de la Audiencia, don Blas Torres Altamirano, a Antonio quien desde entonces se denominó Baltasar Antonio de Illescas. La intención de los Illescas era asegurar vínculos con las autoridades mediante el parentesco o compadrazgo a fin de garantizar la vigencia de las negociaciones y permanencia del cacicazgo negro constituido al margen del poder colonial.